# Sicignano degli Alburni
Sicignano degli Alburni est une commune de la province de Salerne, dans la région Campanie, en Italie.

## Administration
| Période                                  | Période  | Identité      | Étiquette    | Qualité |
| ---------------------------------------- | -------- | ------------- | ------------ | ------- |
| 30 mai 2006                              | En cours | Alfonso Amato | Lista Civica |         |
| Les données manquantes sont à compléter. |          |               |              |         |

### Hameaux
Castelluccio Cosentino, Galdo degli Alburni, Scorzo, Terranova, Zuppino.

### Communes limitrophes
Auletta, Buccino, Castelcivita, Contursi Terme, Ottati, Palomonte, Petina, Postiglione.